# An Old Tune
An Old Tune est un film muet américain réalisé par Francis Ford et sorti en 1912.

## Fiche technique
- Réalisation : Francis Ford
- Production : Thomas H. Ince
- Durée : 10 minutes
- Date de sortie : 
  - États-Unis : 6 septembre 1912

## Distribution
- Francis Ford